# Phanus australis
Phanus australis är en fjärilsart som beskrevs av Miller 1965. Phanus australis ingår i släktet Phanus och familjen tjockhuvuden. Inga underarter finns listade i Catalogue of Life.